# Атабек
Атабек, атабег или атабей (композитум из двух тюркских слов «ата» — отец и «бек» («бег», «бей») — предводитель; дословно: «отец-правитель») — высокий сельджукский титул, в смысловом значении обозначающий «регент». Его носили владетели небольших государств, составлявших монархию Сельджуков в XI—XII столетиях.
Атабеками назывались воспитатели сельджукского султана, после воцарения воспитанника становившиеся регентами. При этом, атабеку полагался наследственный удел, в результате чего атабеки со временем превратились в независимых князей.
Данный титул также находил широкое применение под властью Айюбидов, Румского Султаната, Мамлюков и даже в христианском Грузинском царстве, сохраняя свою формальную функцию, но претерпевая существенные изменения в практических аспектах.
Титул Великий Атабек (Atabegan-e Azam) с середины XII века наследственно закрепился за династией Ильдегизидов, или атабеков Азербайджана, которая была основана Шамс ад-Дином Ильдегизом, кипчаком (половцем) по происхождению, бывшим гулямом). Великие Атабеки правили большей частью Иранского Азербайджана (кроме Мераге), Арраном и Персидским Ираком в 1136/1145—1225 годах. С ослаблением Сельджукской державы, в её пределах стали возникать самостоятельные государства, одним из которых являлось государство Ильдегизидов, носивших титул «Великих Атабеков».